# لاورانیا
لاورانیا (نام علمی: Lavrania) نام یک سرده از زیرخانواده استبرق است.